# 蔡徐恩
蔡徐恩（韓語：채서은，1998年10月23日—），是一名韓國女演員。

## 演出作品

### 劇集
| 年份   | 播放平台   | 劇名                               | 角色   | 備註 |
| 2020年 | tvN        | 《機智醫生生活》                   | 신모린 |      |
| 2020年 | tvN        | 《哲仁王后》                       | 紅蓮   | 配角 |
| 2021年 | TVING      | 《哲仁王后：竹林》                 | 紅蓮   | 配角 |
| 2022年 | JTBC       | 《氣象廳的人們：社內戀愛殘酷史篇》 | 金秀珍 | 配角 |
| 2023年 | U+Mobiletv | 《High Cookie》                    | 朴熙珍 | 配角 |
| 2025年 | U+Mobiletv | 《善意的競爭》                     | 趙雅拉 | 配角 |

### 電影
| 年份   | 片名             | 角色   | 性質 | 備註     |
| 2021年 | 《증발》         | 수경   | 配角 | 短篇電影 |
| 2022年 | 《거래완료》     | 민예지 | 配角 |          |
| 2024年 | 《문을 여는 법》 | 장하늘 | 主角 | 短篇電影 |

### 音樂錄影帶(MV)
| 日期          | 歌曲名稱                                               | 歌手                   | 備註 |
| 2022年2月23日 | 《What-R-Ing（자존감 물주기） （页面存档备份，存于）》 | Kang Min Seo（강민서） |      |

## 外部連結
- 官方网站
- 蔡徐恩的Instagram帳戶
- 蔡徐恩在NAVER上的资料
- 蔡徐恩在Daum上的资料
- 蔡徐恩在韩国电影数据库（KMDb）上的資料（韓語）
- 蔡徐恩在互联网电影资料库（IMDb）上的資料（英文）
- 蔡徐恩在HanCinema的頁面（英文）